# ميروسلاف كوزاك
ميروسلاف كوزاك هو لاعب كرة قدم سلوفاكي، ولد في 30 أكتوبر 1976 في سلوفاكيا.